# Sylvain Dagosto
Sylvain Dagosto né le 20 mai 1917 à Alger et mort le 18 décembre 2015 à Marcoussis est un chef d'orchestre français, compositeur prolifique d’œuvres et d’arrangements  pour mandoline et ensembles à plectre.

## Biographie
Né le 20 mai 1917 à Alger dans une famille de mandolinistes, Sylvain Dagosto commença sa formation à l’âge de neuf ans avec son père qui lui donna ses premières leçons de solfège et de guitare puis, de 1929 à 1932, avec  François Marco, professeur de guitare.
Il fit partie de l’Estudiantina de Mustapha-Orphée à partir de treize ans et poursuivit sa formation à la société des Beaux-Arts d’Alger  (classe d’harmonie).
Il composa des chansons et pièces pour orchestre à plectres à partir de 1935.
Il crée en 1955 le Mandolin’Club d’Alger qui disparaît en 1962.
Sylvain Dagosto rapatrié en 1962 à Mourenx y crée une école de musique puis est nommé professeur de guitare et de solfège au conservatoire de Massy en 1966. Il fut directeur de l’orchestre à plectre de la SNCF de 1966 à 1975.
En 1967, il joue en qualité de mandoliniste à l'Alhambra Maurice Chevalier pour les ballets de Roland Petit et à deux reprises avec l'Orchestre de l'Olympia pour accompagner Enrico Macias.
Il enseigna dans plusieurs écoles de musiques de la région parisienne : Longjumeau, Champlan, Athis-Mons, Bondoufle, Bois-Colombes, et dirigea plusieurs ensembles à plectres.

## Œuvres
Sylvain Dagosto a composé 750 œuvres pour guitare seule, ensemble de guitares et orchestre à plectre, arrangements d’œuvres classiques, dont 134 répertoriées comprenant 89 arrangements, orchestrations et 33 compositions originales dont style se rapproche de celui de son prédécesseur Mario Maciocchi.
Ses œuvres font partie du répertoire des orchestres à plectre.